# マナージー・ラーオ・シンディア
マナージー・ラーオ・シンディア（Manaji Rao Scindia, 生没年不詳）は、インドのマラーター同盟、シンディア家の当主（在位：1764年 - 1768年）。

## 生涯
1764年7月10日、ケーダールジー・ラーオ・シンディアに代わる形で、一族のマーナージー・ラーオがペーシュワーによって当主に任命された。
しかし、その統治期間はあまりよくわかっておらず、1768年1月18日には一族のマハーダージー・シンディアが当主に任命されている。